# Kenneth Patchen
Kenneth Patchen (ur. 13 grudnia 1911 w Niles w stanie Ohio, zm. 8 stycznia 1972 w Palo Alto) – amerykański poeta eksperymentalny, prozaik, malarz i grafik.

## Życiorys
Był wędrowcem i tylko okazjonalnie studentem, pracował w wielu zawodach, zanim zaczął pisać i malować. Od 1936 publikował zbiory wierszy, w 1942 wydał tom poezji The Teeth of the Lion, a w 1957 Hurrah for anything. W 1941 opublikował powieść The Journal of Albion Moonlight, w 1945 Memoirs of a Shy Pornographer, a w 1948 See You in the Morning. Był jednym z prekursorów amerykańskiego surrealizmu, z elementów codzienności tworzył fantastyczne wizje poetyckie. W swoich powieściach łączył wątki detektywistyczne z poetyką fantastycznonaukową, ukazując w ten sposób symboliczne ubóstwo współczesnej cywilizacji. Pisał również sztuki teatralne i inne prace, w których ukazywał połączenie wyższego idealizmu z odrażającą przemocą, izolacją od mainstreamowej myśli amerykańskiej i szokiem materialistycznego sekularyzmu.